# Joseph H. Earle

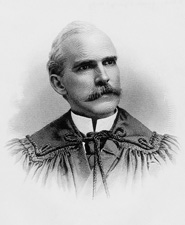
Joseph H. Earle

Joseph Haynsworth Earle (* 30. April 1847 in Greenville, South Carolina; † 20. Mai 1897 ebenda) war ein US-amerikanischer Politiker (Demokratische Partei), der den Bundesstaat South Carolina im US-Senat vertrat.
Joseph Earle, Urenkel des Kongressabgeordneten Elias Earle, besuchte in seiner Jugend Privatschulen in Sumter. Danach schrieb er sich an der South Carolina Military Academy in Charleston, der heutigen Citadel, ein und hatte dort gerade sein erstes Jahr als Kadett absolviert, als der Bürgerkrieg zwischen den Nord- und den Südstaaten ausbrach. Earle schloss sich dem Heer der Konföderation an, das den Krieg letztlich verloren geben musste.
Nach Kriegsende setzte Earle seine Ausbildung an der Furman University in Greenville fort und machte dort 1867 seinen Abschluss. In der Folge arbeitete er zwei Jahre lang als Lehrer, ehe er nach erfolgreichem Studium der Rechtswissenschaften 1870 in die Anwaltskammer aufgenommen wurde und in Anderson zu praktizieren begann. 1875 ließ er sich als Jurist in Sumter nieder, wo er sich außerdem im Holzgeschäft und in der Landwirtschaft betätigte.
Politisch betätigte sich Earle erstmals als Abgeordneter im Repräsentantenhaus von South Carolina, dem er von 1878 bis 1882 angehörte; im Anschluss saß er bis 1886 im Staatssenat. Zwischen 1886 und 1890 fungierte er als Attorney General von South Carolina. Die Nominierung als Gouverneur seines Staates lehnte er einmal ab, ehe er sich 1890 vergeblich um dieses Amt bewarb. 1892 kehrte er nach Greenville zurück; zwei Jahre später wurde er zum Bezirksrichter gewählt. Schließlich gewann er 1896 die Wahl zum US-Senator. In Washington, D.C. trat er am 4. März 1897 die Nachfolge seines Cousins John L. M. Irby an, doch Earle starb nur zweieinhalb Monate nach seinem Amtsantritt, am 20. Mai 1897, in Greenville. Dort wurde er auch beigesetzt.